# San Andrés (Panama)
San Andrés è un comune (corregimiento) della Repubblica di Panama situato nel distretto di Bugaba, provincia di Chiriquí. Si estende su una superficie di 65 km² e conta una popolazione di 2.523 abitanti (censimento 2010).  